# Luigi Marrucci

Bischofswappen von Luigi Marrucci

Luigi Marrucci (* 25. März 1945 in Montescudaio; † 4. Juni 2023 in Civitavecchia) war ein italienischer römisch-katholischer Geistlicher und Bischof von Civitavecchia-Tarquinia.

## Leben
Luigi Marrucci empfing am 29. Juni 1970 das Sakrament der Priesterweihe für das Bistum Volterra.
Am 25. November 2010 ernannte ihn Papst Benedikt XVI. zum Bischof von Civitavecchia-Tarquinia. Der Erzbischof von Salerno-Campagna-Acerno, Luigi Moretti, spendete ihm am 29. Januar 2011 die Bischofsweihe; Mitkonsekratoren waren der Bischof von Volterra, Alberto Silvani, und der Bischof von Porto-Santa Rufina, Gino Reali. Die Amtseinführung erfolgte am 19. Februar 2011.
Am 7. Februar 2015 ernannte ihn Papst Franziskus zum Mitglied der Kongregation für die Selig- und Heiligsprechungsprozesse.
Am 18. Juni 2020 nahm Papst Franziskus seinen altersbedingten Rücktritt an.